# Estación de Mannenbach-Salenstein
La estación de Mannenbach-Salenstein es una estación ferroviaria de la localidad suiza de Mannenbach-Salenstein, perteneciente a la comuna suiza de Salenstein, en el Cantón de Turgovia.

## Historia y situación
La estación de Mannenbach-Salenstein fue abierta en el año 1875 con la inauguración del tramo Etzwilen - Constanza de la línea Seelinie Schaffhausen - Rorschach por parte del Schweizerischen Nationalbahn (SNB), que sería absorbido por el Schweizerische Nordostbahn (NOB). NOB se integró en 1902 en los SBB-CFF-FFS.
La estación se encuentra ubicada en el norte del núcleo urbano de Mannenbach-Salenstein, en el norte de la comuna de Salenstein. Consta de un andén lateral al que accede una vía pasante.
La estación está situada en términos ferroviarios en la línea Schaffhausen - Rorschach. Sus dependencias ferroviarias colaterales son la estación de Berlingen hacia Schaffhausen y la estación de Ermatingen en dirección Rorschach.

## Servicios ferroviarios
Los servicios son prestados por SBB-CFF-FFS:

### S-Bahn San Galo
En la estación efectúan parada los trenes de cercanías de dos líneas de la red S-Bahn San Galo:
- S 3 Schaffhausen - Stein am Rhein - Kreuzlingen – Romanshorn - Wittenbach – San Galo – San Galo Haggen
- S 8 Schaffhausen - Stein am Rhein – Kreuzlingen – Romanshorn - Rorschach